# Том Ланоа
Том Ланоа (на нидерландски: Tom Lanoye) е фламандски писател, поет, сценарист и драматург.

## Биография
Той е роден на 27 август 1958 година в Синт Никлас, Източна Фландрия, в семейството на месар. Завършва филология в Гентския университет. В началото на 80-те започва да публикува стихове, а през 1985 година излиза първият му роман. Придобива популярност и става чест гост в различни телевизионни предавания.